# Ballana
Ballana es el nombre que se da a un reino sito en Nubia (Egipto) a unos 10 km al sur de Abu Simbel, formado por emigrantes conocidos como Grupo X, cultura del grupo post-meroítico que dominó Nubia desde el año 250 al 550. Parece que su imposición no fue violenta y no se percibe una ruptura de la sociedad con su llegada, si bien cambian algunas costumbres. Algunos expertos piensan que quizás eran blemios, nómadas del desierto del oriental, pero otros sostienen que el Grupo X estaba formado por gente emigrante del oeste, los noba o nobodai. La cultura de Ballana precede a la cultura cristiana y se superpone a la cultura meroítica. 

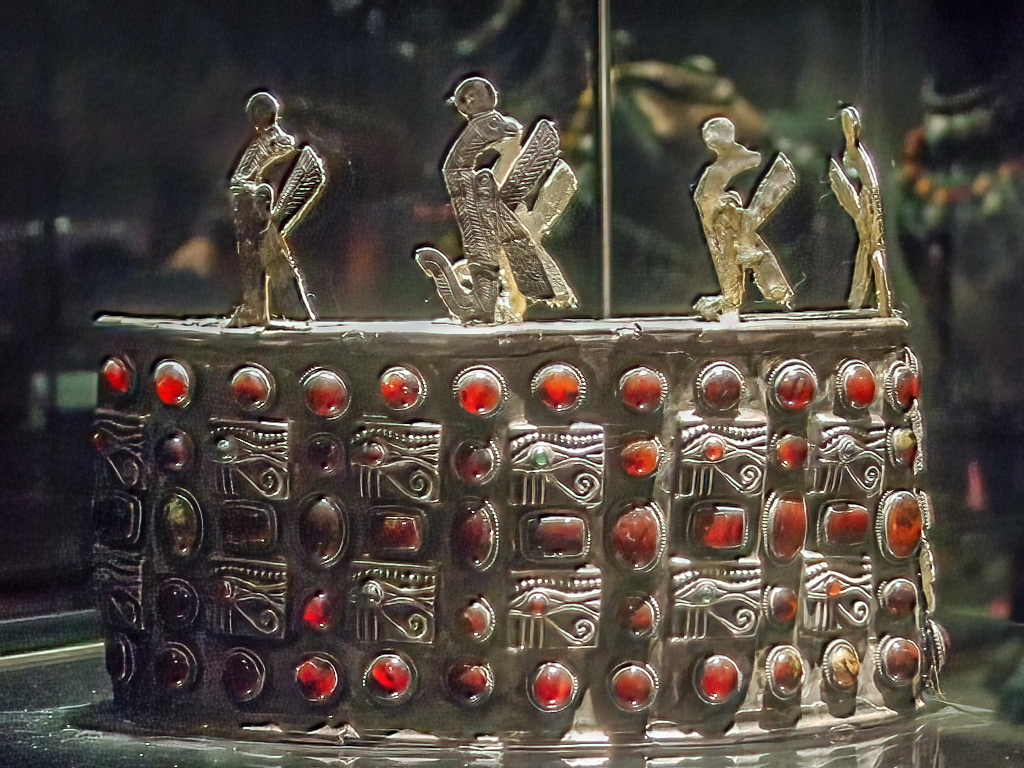
Corona real hallada en Ballana por Walter Bryan Emery en la tumba 118.

El nombre le fue dado por una aldea moderna hoy cubierta por las aguas del lago Nasser. 
Los cementerios son pequeños, con tumbas relativamente sencillas y no hay elementos monumentales como en los reyes de Napata o Meroe, aunque se han encontrado algunas tumbas muy bien decoradas. Las tumbas que se han excavado en Ballana y Qustul presentan muchas similitudes y ambas podrían ser las capitales de pequeños reinos. Restos de esta cultura se han encontrado desde Shellal, al norte, a Sesebi, al sur. 
Los monumentos más importantes se encuentran en el cementerio real, descubierto y explorado por Emery y Kirwan entre 1931 y 1934, tanto en Ballana como al otro lado del río, en Qustul, no lejos de Abu Simbel. Cuarenta tumbas parecen pertenecer a reyes o miembros de la casa real. Las tumbas son túmulos (montículos de tierra muy grandes, que incluso parecían formaciones naturales del terreno) de unos 75 m de diámetro y 12 m de altura. 
El rey era enterrado en una sala próxima a la entrada, con comida y bebida en jarras de plata, piedras preciosas, piezas de bronce y objetos de valor, incluida una corona real. En una habitación contigua se disponía el armamento, mientras la reina y los sirvientes se encuentran en otra habitación (debían de ser sacrificados). También se encuentran animales, como caballos con los arreos de plata, camellos y perros con collares. Las tumbas más grandes tenían unos setenta hombres, sacrificados. Los objetos encontrados eran a menudo bizantino-egipcios, algunos con motivos cristianos; las coronas llevan insignias egipcias y meroíticas. 
El túmulo típico de Ballana tiene entre cuatro y veinte metros de diámetro. Los más grandes son los de los reyes. La posición de los cuerpos es contraída y orientados al sur (en lugar del oeste, como hasta entonces). 
La cerámica de Ballana es similar a la del Egipto bizantino, y muy diferente de la precedente de Meroe.